# Ricky Wilde
Richard Wilde (ur. 13 października 1945) – brytyjski lekkoatleta, długodystansowiec.
Zwyciężył w biegu na 3000 metrów na halowych mistrzostwach Europy w 1970 w Wiedniu, wyprzedzając Haralda Norpotha z RFN i Javiera Álvareza z Hiszpanii. Ustanowił wówczas nieoficjalny halowy rekord świata czasem 7:45,85.
Zajął 6. miejsce w międzynarodowych mistrzostwach w biegach przełajowych w 1970 w Vichy, a drużyna Anglii z nim w składzie została zwycięzcą tych zawodów. Na mistrzostwach świata w biegach przełajowych w 1973 w Waregem zajął 61. miejsce.
Później startował w biegach maratońskich. Zwycięźył w Maratonie Babci w 1979 z czasem 2:14:14.
Był brązowym medalistą mistrzostw Wielkiej Brytanii (AAA Championships) w biegu na 5000 metrów w 1969, a także mistrzem w hali w biegu na 3000 metrów w 1970 oraz wicemsitrzem na tym dystansie w 1968 i 1969.
Jego rekord życiowy w biegu na 5000 metrów wynosił 13:30,8. Został ustanowiony 5 lipca 1972 w Sztokholmie.